# فرودگاه بولن پوینت شرت رینج ریدار سیت
فرودگاه بولن پوینت شرت رینج ریدار سیت (به انگلیسی: Bullen Point Short Range Radar Site) یک فرودگاه نظامی است که یک باند فرود شن دارد و طول باند آن ۱۰۷۳ متر است. این فرودگاه در کشور ایالات متحده آمریکا قرار دارد و در ارتفاع ۵ متری از سطح دریا واقع شده‌است.